# Amata trizonata
Amata trizonata là một loài bướm đêm thuộc phân họ Arctiinae, họ Erebidae.